# Skolen ved Rønnebær Allé
Skolen ved Rønnebær Allé er en skole i Helsingør, som har eksisteret siden 1966. På skolen er to SFOer; den ene er placeret i skolen og den anden er placeret ved siden af fritidsklubben "Villa Fem", som også modtager elever fra skolen, men den er for elever i 5.- 6. klassetrin, og er kommuneejet (uafhængig af skolen). Skolen har et bibliotek, samt en festsal. Der går ca. 500 elever på skolen. Den nuværende skoleleder hedder Bo Stampe Rasmussen. Skolens bygninger er sammenbygget med Helsingør Gymnasium
Fra den 1. august 2012 er Skolen ved Rønnebær Allé og Borupgårdskolen slået sammen til en ny skole med navnet Snekkersten Skole.